# Alba Zaluar
Alba Maria Zaluar OMC (Rio de Janeiro, 2 de junho de 1942 – 19 de dezembro de 2019) foi uma antropóloga brasileira, com atuação na área de antropologia urbana e antropologia da violência.
Foi professora titular de Antropologia do Instituto de Medicina Social e professora de antropologia no Instituto de Estudos Sociais e Políticos (IESP) da Universidade do Estado do Rio de Janeiro. Alba fundou e chefiou o Núcleo de Pesquisa em Violências (Nupevi), cujos temas de estudo variam entre violência doméstica, segurança pública e tráfico de drogas. Foi uma das primeiras a estudar a Cidade de Deus.

## Biografia
Alba nasceu na então capital federal, a cidade do Rio de Janeiro, 1942. Era a filha mais nova de quatro filhos de Achilles Emílio Zaluar, médico, e Biancolina Ramos Pinheiro. Seu bisavô português foi poeta, a quem lhe legou o sobrenome Zaluar. Ele largou o curso de medicina e veio para o Brasil, onde fundou jornais, que faliram, depois abrindo colégios. Era tradutor e escritor e depois se casou com uma jovem de uma família muito rica da Bahia. Achilles, um dos filhos do casal, estudou em escola militar, apesar de não gostar do curso e da rigidez.
Alba estudou no Rio de Janeiro até concluir a graduação em Ciências Sociais na Faculdade Nacional de Filosofia. A atividade estudantil era intensa na FNFi e nesse período Alba pertenceu ao Centro Popular de Cultura da União Nacional dos Estudantes. Com o Golpe Militar de 1964 veio um período de intensa perseguição política, marcado na FNFi pela instauração de um Inquérito Policial Militar. Com isto, Alba deixa o país em 1965 e morou no exterior até 1971, a maior parte do tempo na Inglaterra, onde estudou Antropologia e Sociologia Urbana.
Foi na Inglaterra, na Escola de Manchester, que Alba começou a se aprofundar nos estudos antropológicos, onde teve como professores Max Gluckman, Clyde Mitchell, Peter Worley, E. P. Thompson e Eric Hobsbawm. Essas influências foram importantes seu espírito combativo, em especial ao contestar dados sobre violência.
Ao retornar, dedicou-se participativamente à cultura popular, especialmente às escolas de samba e ao carnaval do Rio. Desta interação resultaram duas teses: a de mestrado no Museu Nacional da Universidade Federal do Rio de Janeiro e a de doutorado na Universidade de São Paulo. A primeira abordou as festas de santo no catolicismo popular - Os Homens de Deus. E a segunda versou sobre as organizações recreativas e políticas dos trabalhadores pobres da cidade do Rio de Janeiro - A Máquina e a Revolta.
Alba foi professora da Universidade Estadual de Campinas (UNICAMP) e professora titular da Universidade do Estado do Rio de Janeiro (UERJ), onde coordenava o Núcleo de Pesquisas das Violências (NUPEVI), localizado no Instituto de Medicina Social.
| “              | Eu diria que temos motivos para otimismo porque não somos um país de guerreiros. (...) Nossos heróis são jogadores de futebol, sambistas e artistas. Somos um país que valoriza muito o espetáculo e que reconhece que o talento pode aparecer em qualquer classe social. | ” |
| — Alba Zaluar, | |   |

Para Alba, o problema mais sério a ser enfrentado no campo e nas cidades é a questão fundiária, pois a facilidade de ocupar terras irregularmente favorece a atuação das milícias em todo o país, já que a obtenção de lucros ilegais é mais alta em locais não regularizados.

## Morte
Alba morreu em 19 de dezembro de 2019, na cidade do Rio de Janeiro, aos 77 anos, devido a um câncer de pâncreas. O velório e sepultamento ocorreram no Cemitério São João Batista, no Rio de Janeiro.

## Livros publicados
- Cidadãos Não Vão ao Paraíso (1994)
- Condomínio do Diabo (1996)
- Da Revolta ao Crime S.A. (1996)
- Um Século de Favela (1998)
- A Máquina e a Revolta (1999)
- Violência, Cultura, Poder (2000)
- Integração Perversa: Pobreza e Tráfico de Drogas (2004)

## Prêmios e títulos
- 1999 - Prêmio Jabuti - Ciências Humanas, Companhia das Letras.
- 2002 - Titular da cátedra Joaquim Nabuco, Universidade de Stanford, Califórnia, EUA.
- 2005 - Titular da Chaire UNESCO, UNESCO, UERJ, UFRJ e Museu Goeldi.
- 2006 - Comenda da Ordem Nacional do Mérito Científico, Presidência da República Federativa do Brasil, Ministério da Ciência, Tecnologia, Inovações e Comunicações.
- 2007 - Medalha de Mérito Pedro Ernesto, Prefeitura da Cidade do Rio de Janeiro.